# Muszaiosz (költő, ?)
Muszaiosz (?) görög költő
Életéről semmit sem tudunk, működésének pontos ideje sem ismert. A Szuda-lexikon szerint Thébaiból származott, és Thamürasz fia volt. A mélikus költészet művelője lehetett, munkáiból semmi sem maradt fenn.